# 鋸葉麻羽蘚
鋸葉麻羽蘚（学名：Claopodium prionophyllum）为羽蘚科麻羽蘚屬下的一个种。